# Ruth Perry
Ruth Perry (ur. 16 lipca 1939, zm. 8 stycznia 2017) – liberyjska polityk.
Przyszła na świat w hrabstwie Grand Cape Mount. Uczęszczała do rzymskokatolickiej szkole dla dziewcząt w Monrovii, prowadzonej przez siostry zakonne. Ukończyła studia nauczycielskie na uniwersytecie w Monrovii. Pracowała jako nauczycielka w szkołach podstawowych w hrabstwie Grand Cape Mount. Należała do Narodowo-Demokratycznej Partii Liberii. 3 września stanęła na czele Rady Państwa - kolegialnej głowy państwa. Była pierwszą kobietą w Afryce, stojącą na czele państwa.
Po wyborach w lipcu 1997 przekazała 2 sierpnia 1997 władzę prezydentowi Charlesowi G. Taylorowi.
Zmarła w wieku 77 lat w domu swojego syna Ralpha Perry’ego w Colombus w Ohio w styczniu 2017.